# Ra’anan Kohen
Ra’anan Kohen (hebr.: רענן כהן, ur. 28 lutego 1941 w Bagdadzie) – izraelski polityk, który pełnił funkcję ministra opieki społecznej na początku lat 2000.

## Życiorys
Urodził się w 1941 roku w Bagdadzie w Iraku. W wieku 10 lat (1951 r.) zrobił aliję do Izraela. W młodości był wychowawcą (orłem) w ruchu młodzieżowym  HaNoar HaOved VeHaLomed, oraz do roku 1970 sekretarzem młodzieżówki Partii Pracy w Bnei Brak. Ukończył studia bliskowschodnia na Uniwersytecie Telawiwskim, uzyskując tytuł licencjata, oraz stopnie magistra i doktora w tej specjalizacji. W latach 1975–1986 pełnił funkcję przewodniczącego arabskiej i druzyjskiej części Partii Pracy. W latach 1986–1992 przewodniczył wyborom w tej części partii.
W 1988 roku został wybrany do Knesetu z listy Koalicji Pracy. Ponownie wybrany w 1992 roku (już z listy Partii Pracy), oraz na kolejną kadencję w 1996. W grudniu 1997 r. został wybrany na sekretarza generalnego partii, zdobywając 76% głosów. Funkcję tę pełnił w trakcie wyborów do Knesetu w 1999 roku (kandydował z listy koalicji Jeden Izrael). W sierpniu 2000 roku, po odejściu partii Szas z koalicji tworzącej rząd, został mianowany ministrem pracy i opieki społecznej ludności w rządzie Ehuda Baraka.
Kiedy Ariel Szaron tworzył rząd jedności narodowej po wyborach premiera w 2001 roku, Kohen został mianowany ministrem bez teki. 18 sierpnia 2002 roku zrezygnował ze stanowiska, a trzy dni później z funkcji w Knesecie przechodząc na polityczną emeryturę.
Mandat po nim objął rezygnacji Cali Reszef.
Kohen napisał kilka książek, m.in.: Strangers in their Homeland: A Critical Study of Israel's Arab Citizens.